# طرفية الخط البصري

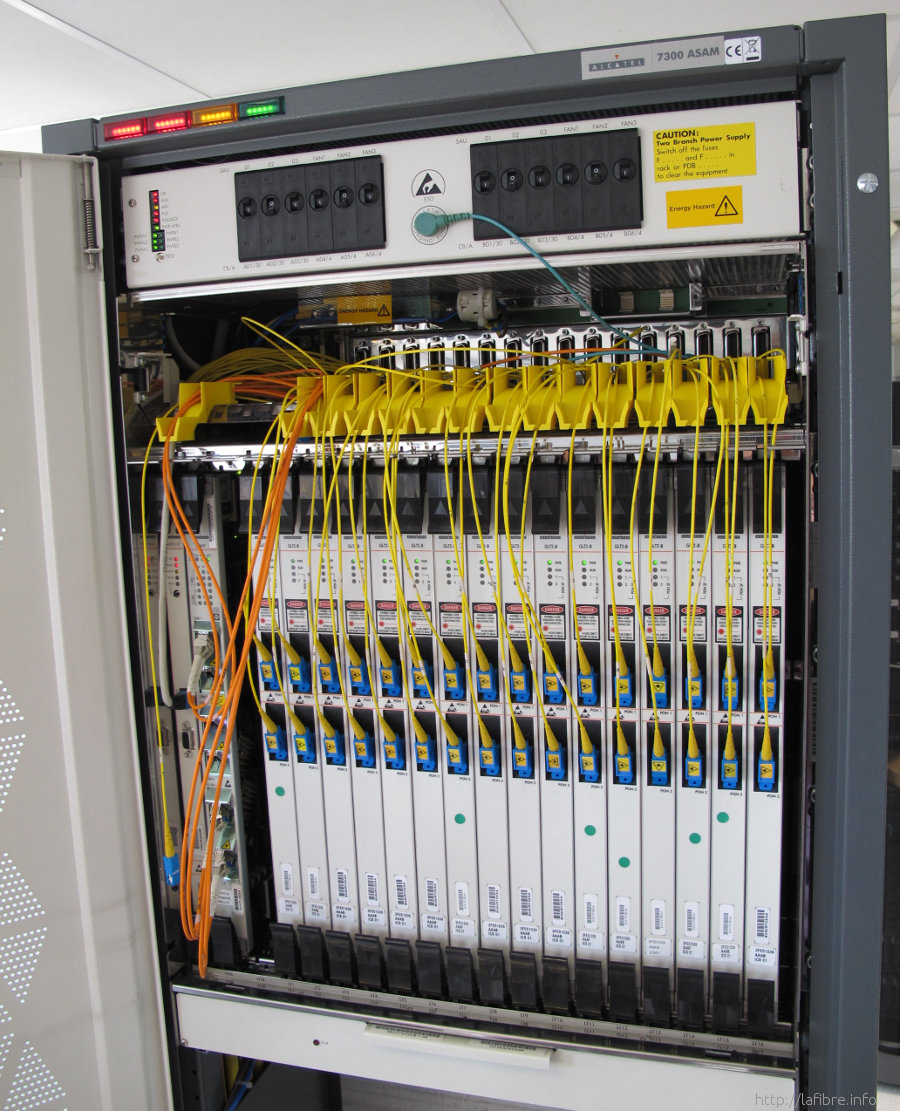
مقسم الخط البصري (OLT) من نوع ألكاتل-لوسنت بكابينة مقدم الخدمة الفرنسي سيتي بلي

طرفية الخط البصري (optical line termination (OLT وأيضًا يُدعى محمل الألياف الضوئية الطرفي optical line terminal  وهو جهاز يعمل بكابينة مزود الخدمة  بمثابة نقطة نهاية التي يحتاج بها مزود الخدمة إمداد أجهزته بالطاقة ونهاية شبكة الألياف الضوئية النشطة (AON) active optical network (النشطة التي تحتاج إلى كهرباء لتعمل) بالنسبة لمزود الخدمة وبداية شبكة الألياف الضوئية الخاملة (passive optical network (PON (الخاملة التي لا تحتاج إلى كهرباء لتعمل) وتقدم طرفية الخط البصري عدة وظائف أهمها:
1. التحويل من الإشارات الكهربائية المستخدمة من قبل أجهزة مقدم الخدمة إلى إشارات ضوئية لاستخدمها في  شبكة الألياف الضوئية النشطة حتى تصل إلى العميل.
2. التنسيق بين الإشارات المختلفة التي ترسل بواسطة طريقة الإرسال المتعدد Multiplexing (أي إرسال أكثر من إشارة في قناة واحدة مشتركة) [4] على سبيل المثال لا الحصر إشارة الإنترنت والقنوات التلفاز والهاتف، وتعرف بالتشغيل الثلاثي Triple play إلى الجهاز الذي يعمل في الطرف الأخر وغالباً ما يكون مجزئ الإشارة الضوئية Fiber optic splitter .

الرسم البياني أدناه يوضح طرفية الخط البصري OLT داخل شبكة خطوط بصرية.

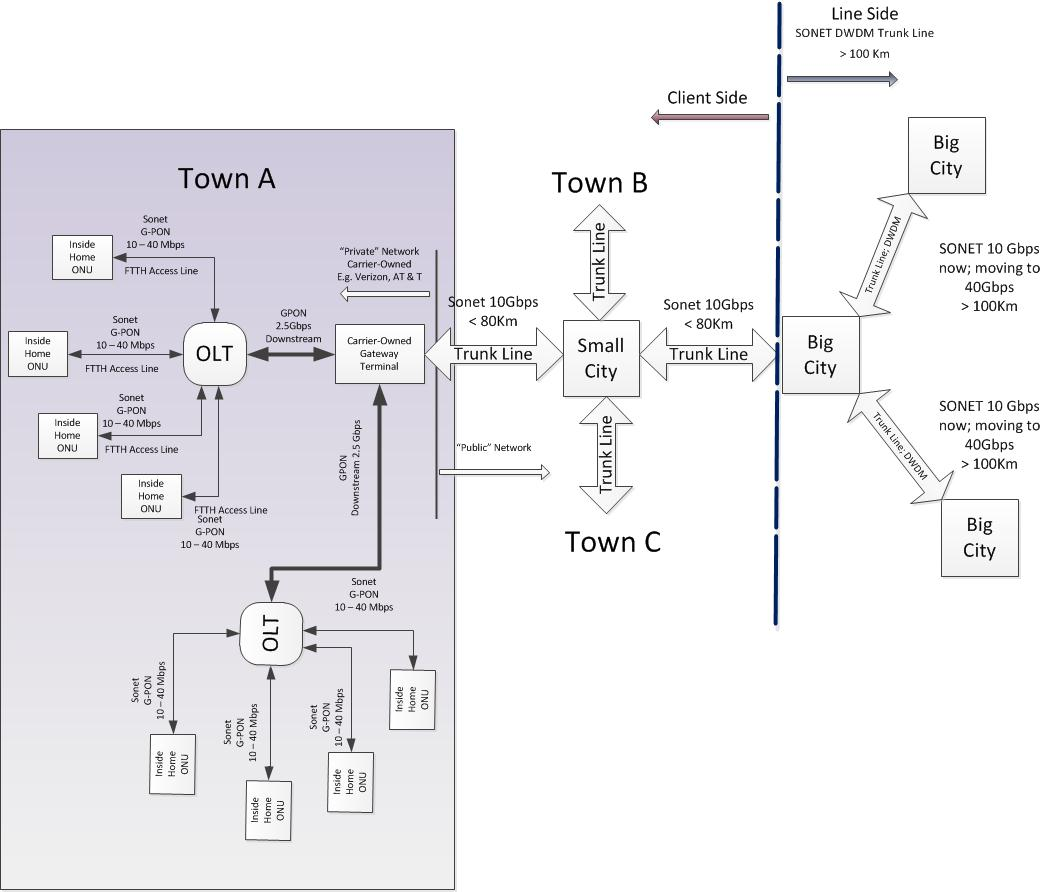
طرفية الخط البصري OLT داخل شبكة خطوط بصرية.